# Mario Alberto López Hernández
Mario Alberto López Hernández (Matamoros, Tamaulipas; 17 de enero de 1963) es un político y empresario mexicano miembro de Morena desde 2018. 
Mario López fue Presidente Municipal de Matamoros resultado de su primera contienda electoral de 2018 donde compitió contra Myria Zeldi Leal Guajardo (Verde Ecologista), Jesús de la Garza Díaz del Guante (PRI) y Carlos Alberto García González (PAN); para tres años después resultar reelecto (contienda 2021) bajo las mismas siglas de Morena.
Mario Alberto López Hernandez es Contador Público, Licenciado en Administración de Empresas y en Derecho y fue Contralor Municipal en el periodo 2005-2007 en la ciudad de Matamoros.

## Biografía
Cursó sus estudios en el Centro Universitario del Noreste, donde se tituló como Licenciado en Administración de Empresas, Licenciado en Contaduría Pública y Licenciado en Derecho. Posteriormente, realizó una maestría en Derecho Fiscal en la Universidad Autónoma del Noreste (U.A.N.E.); actualmente cursa un doctorado en Administración Pública.
Durante los primeros años de su experiencia profesional laboró en el sector privado, en el área de contabilidad. Ha trabajado como catedrático en el Centro Universitario del Noreste A.C. y el Instituto Tecnológico de Matamoros. En la actualidad dirige un grupo de empresas diversas denominado "Grupo Empresarial 5-M", dedicado al ramo de gasolinas y diésel, pastelería, salón de eventos, restaurante, llantera.

## Experiencia en la función pública
- Analista en elaboración Manual de Organización, Jefe de Compras, Jefe de Operaciones y Supervisor del Centro de Cómputo en la Junta de Aguas y Drenaje de Matamoros. 1982 - 1987
- Administrador Auxiliar en el Puente Internacional Ignacio Zaragoza (Zona VIII) Matamoros, Tamaulipas. 1999 - 2001
- Administrador General del Puente Internacional Ignacio Zaragoza (Zona VIII) Matamoros, Tamaulipas. 2001 - 2002
- Contador General del Sistema para el Desarrollo Integral de la Familia de Matamoros. 2002 - 2003
- Miembro del Consejo Municipal de Seguridad Pública de Matamoros, Tamaulipas. 2002 - 2004
- Contralor Municipal de Matamoros, Tamaulipas. 2005 - 2007
- Presidente Municipal de Matamoros para el periodo 2018 - 2021.